# 观音岩水库 (孝昌)
观音岩水库位于中国湖北省孝感市孝昌县小悟乡，是以防洪为主，兼有发电、养殖等功能的大（二）型水库。距孝昌县城12公里，距孝感市区42公里，距武汉市78公里。
2009年投资6394.96万元进行除险加固工程。
观音岩水库风景秀丽，湖水清澈，能见度达10米以上。2005年被评为湖北省水利风景区，2009年8月入选水利部第九批国家水利风景区。